# Lights and Shadows (film 1914)
Lights and Shadows è un cortometraggio muto del 1914 diretto da Joseph De Grasse. Prodotto dalla Rex Motion Picture Company e distribuito dall'Universal Film Manufacturing Company, aveva come interpreti Pauline Bush (in un doppio ruolo di madre e figlia), Tom Forman, Lon Chaney, Laura Oakley, Betty Schade.

## Trama
Un giorno, la vecchia tata di Eve, una giovane orfana che vive vendendo fiori, le racconta che lei è la figlia di una cantante. Quando i suoi genitori si erano sposati, il padre, appartenente a una ricca famiglia, era stato diseredato. Dopo alterne vicissitudini, avendo speso tutto il suo denaro e venduto anche i gioielli della moglie, l'uomo se n'era andato, proprio prima che Eve nascesse. E, quando poi sua madre era morta, era stata lei, la tata, a prendersi cura della bambina. Finito il racconto, la vecchia si mette a sonnecchiare, sognando ancora il passato. Eve prende allora i suoi fiori e si avvia verso le luci brillanti del centro, dove riesce a venderli tutti a una combriccola di festaioli che resta affascinata dalla bellezza della giovane fioraia. Uno di questi, Victor Austin, cerca di farsi avanti con lei, ma poi Eve fugge via, rifugiandosi nei quartieri popolari. Quando torna a casa, trova la tata morta. Tra le cose che la donna ha lasciato, Eve vede dei documenti che le permetteranno di rintracciare suo padre che vive in un'altra città. Mentre è in viaggio, viene però derubata del biglietto del treno e dei suoi pochi soldi. In suo aiuto, giunge una compagnia teatrale che le offre protezione e rifugio fino a Utica, la città dov'è diretta.

A Utica, Eve scopre che suo padre, dopo avere ereditato i beni dei Bentley, è un uomo ricco. In quel momento non si trova in città e lei, dovendo aspettarlo lì, chiede di rimanere con la compagnia di cui fa parte James Gordon, il primo attore, che sembra molto sensibile al suo fascino. La compagnia, però, deve ben presto sciogliersi perché a Gordon è stato offerto di lavorare a New York, la meta di tutti i suoi sogni. Addolorata, lei va a salutarlo, ma lui le dichiara il suo amore. Eve, però, resta ferita quando un altro attore le rivela che Gordon è già sposato. Disillusa, la giovane decide di non volerlo più vedere e se ne va via.

Dopo la partenza di Eve, Gordon riceve un telegramma che gli annuncia la morte della moglie da cui era stato lasciato. Ormai libero, si mette alla ricerca della ragazza, ma senza alcun risultato. Eve ha ritrovato suo padre. Austin, amico di Bentley, vorrebbe sposare sua figlia e lui, per farsi cancellare alcuni grossi debiti che ha con Austin, è ben contento di quell'unione, spingendo Eve ad accettare. Lei, però, un giorno legge su un giornale di Gordon, il cui debutto a New York è atteso con grande impazienza. Viene anche a sapere che sua moglie è morta già qualche tempo prima e così comincia a pensare che le intenzioni di Gordon nei suoi riguardi forse erano onorevoli. Andando ad assistere allo spettacolo, è sopraffatta dal ricordo del loro amore e, per lui, per l'uomo che veramente ama, decide di abbandonare tutte le proprie ambizioni sociali, i gioielli e la ricchezza.

## Produzione
Il film fu prodotto dalla Rex Motion Picture Company.

## Distribuzione
Distribuito dall'Universal Film Manufacturing Company, il film - un cortometraggio in due bobine - uscì nelle sale cinematografiche degli Stati Uniti il 29 novembre 1914.